# Oskars kyrka, Nybro

Oskars kyrka är en kyrkobyggnad i Växjö stift. Den är församlingskyrka i Oskars församling. 

## Kyrkobyggnaden
Det är inte många kyrkor i Småland som byggts i trä under 1800-talets kyrkobyggnadsperiod. I en kunglig förordning den 31 juli 1776 föreskrevs att "inga kyrkor må ... hädanefter byggas af trä, utan böra de, efter tillgången på orten verkställas af murtegel, marmor, sandsten, täljsten eller gråsten". 
När Oskars kyrka uppfördes 1866  efter ritningar av arkitekten Johan Erik Söderlund avvek man helt från denna förordning. Kanske berodde det på att dess föregångare varit ett träkapell eller den rika tillgången på timmer från traktens skogar. Det färdiga resultatet  blev en nyklassicistiskt inspirerad byggnad av liggande timmer. Istället för att vitkalka kyrkan med murputs valde man träpanel. Något torn byggdes inte.  Så sent som 1862  hade en ny  klockstapel uppförts. Den fick stå kvar.  Kyrkan invigdes 1870 av Kalmar stifts biskop Paulus Genberg.

## Interiör
Det rektangulära kyrkorummet med korabsiden präglas av ljus och rymd. Under det brutna innertaket hänger ett flertal kristallkronor.  Altartavlan med Kristus tillsammans med ett barn, utförd av 1904  Oskar Thörn, Gullabo flankeras av två smala korfönster med enkel dekor. Under tavlan står skrivet med förgyllda bokstäver: HVILKEN SOM ICKE MOTTAGER GUDS RIKE SÅSOM ETT BARN:HAN KOMMER ALDRIG DÄRIN.Altaret  är fristående och altarringen tresidig. I koret finns en dopfunt  i sandsten. Predikstolen med ljudtak följer kyrkorummets enkelhet utan målningar i spegelfälten.  Bänkinredningen är försedd med dörrar mot mittgången.

## Bildgalleri

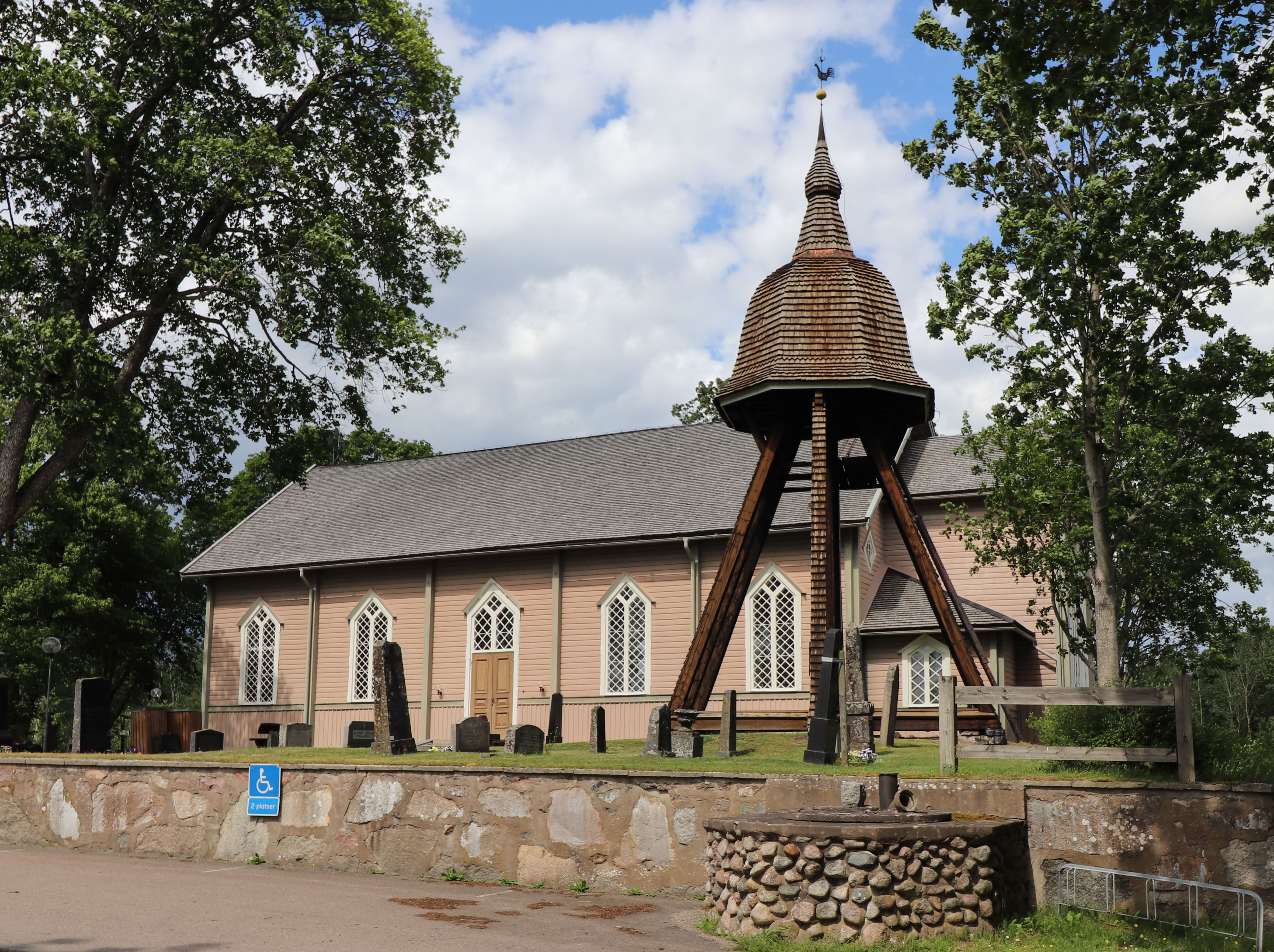
Kyrkan med klockstapeln.
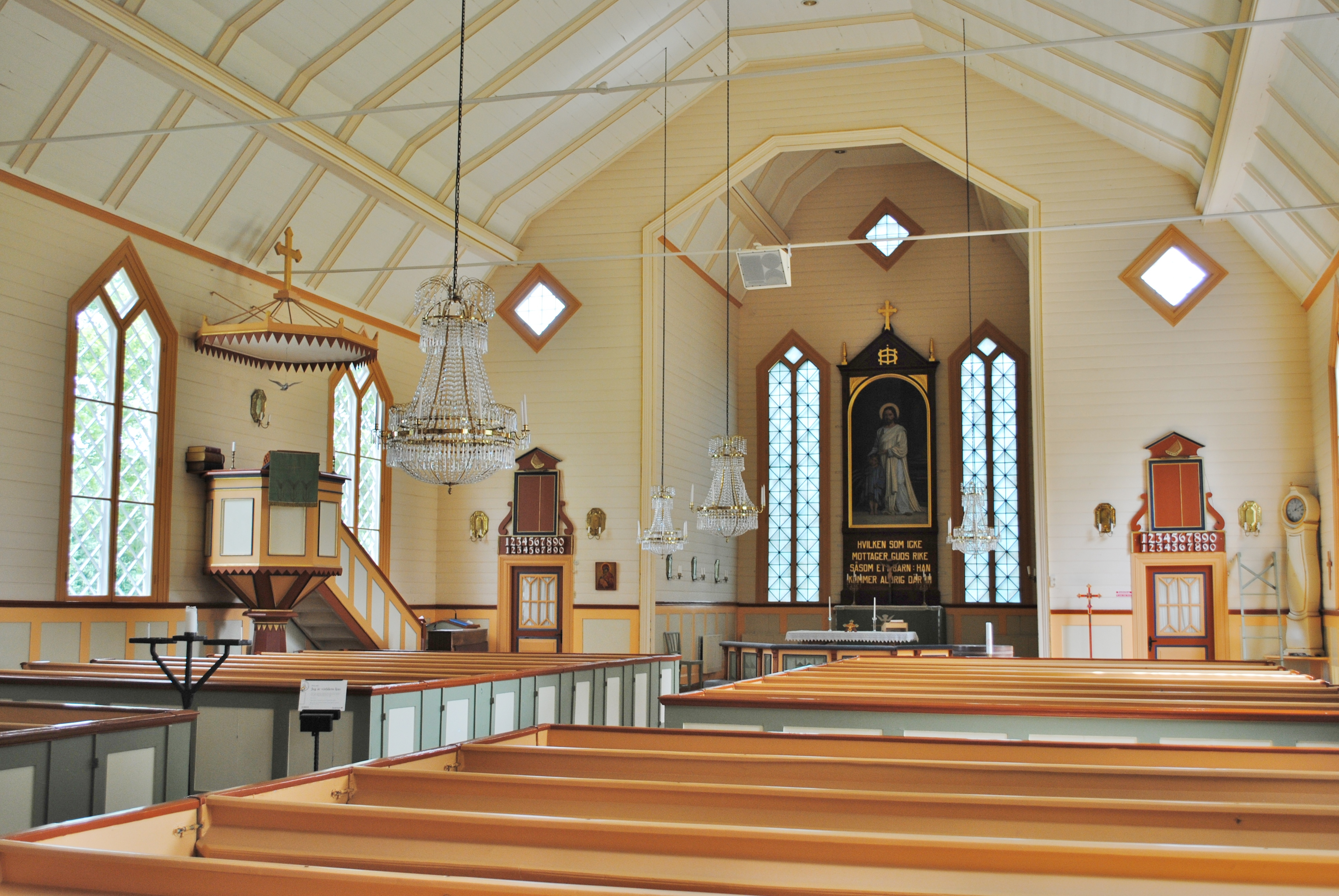
Interiör
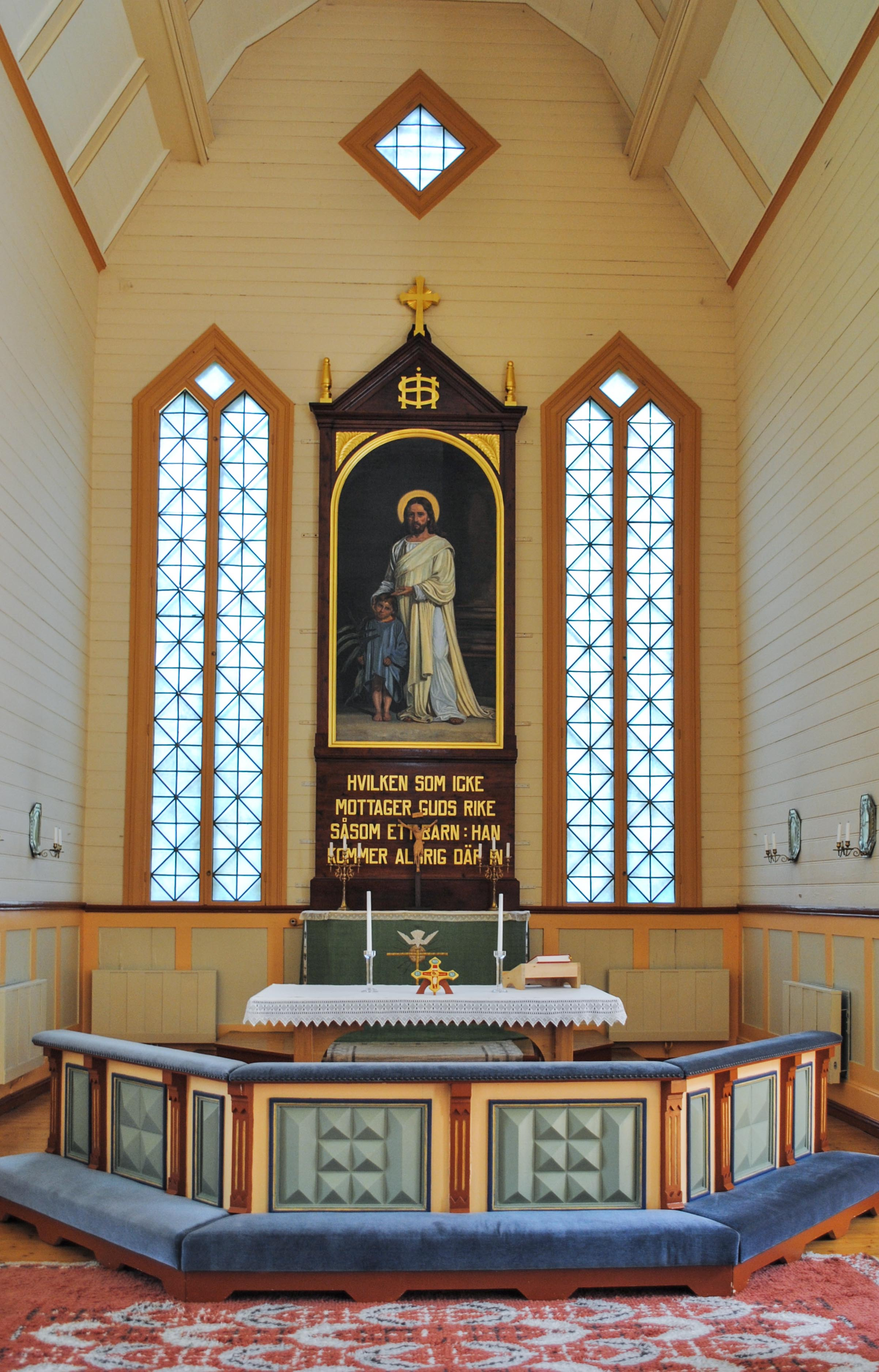
Koret
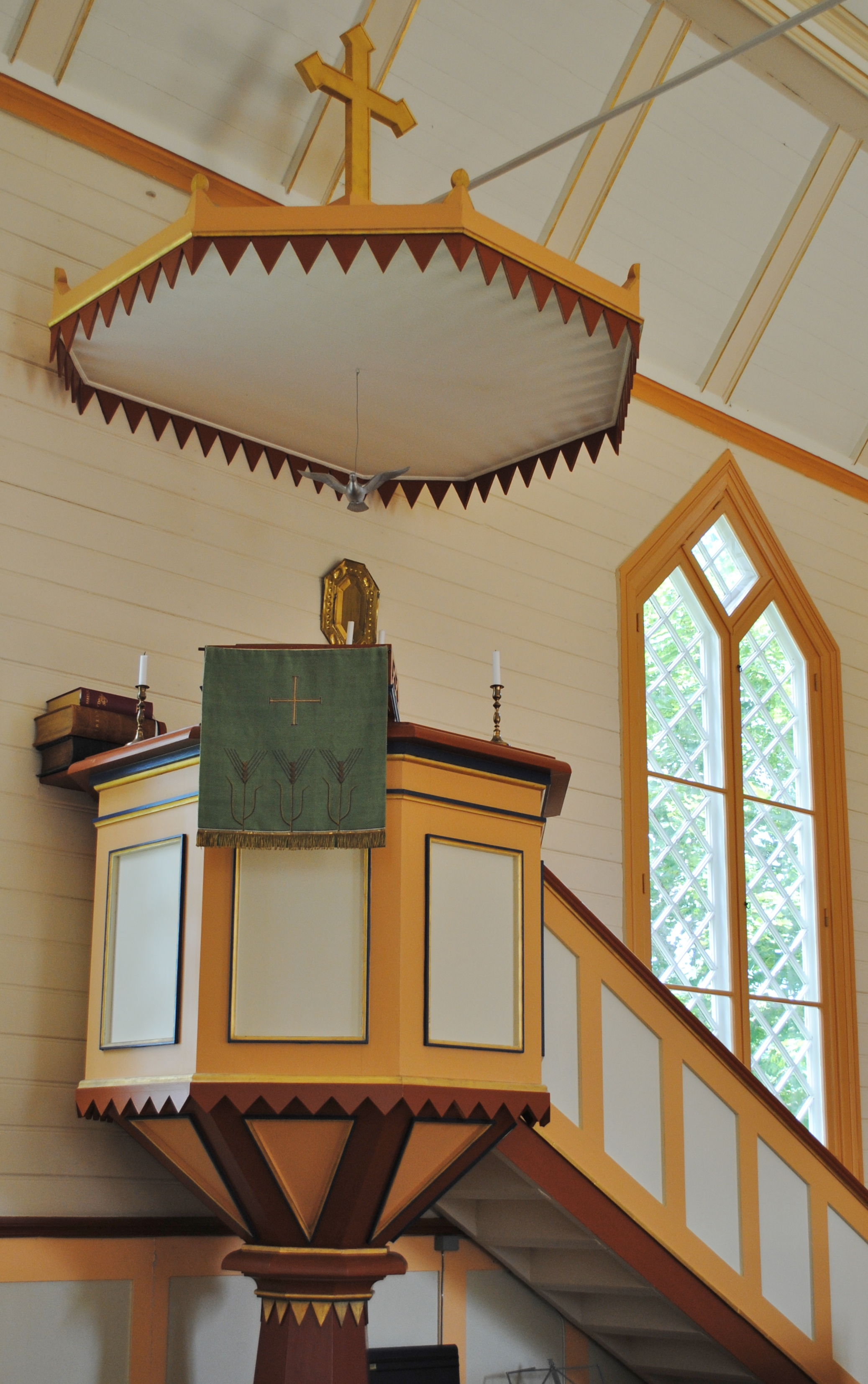
Predikstolen
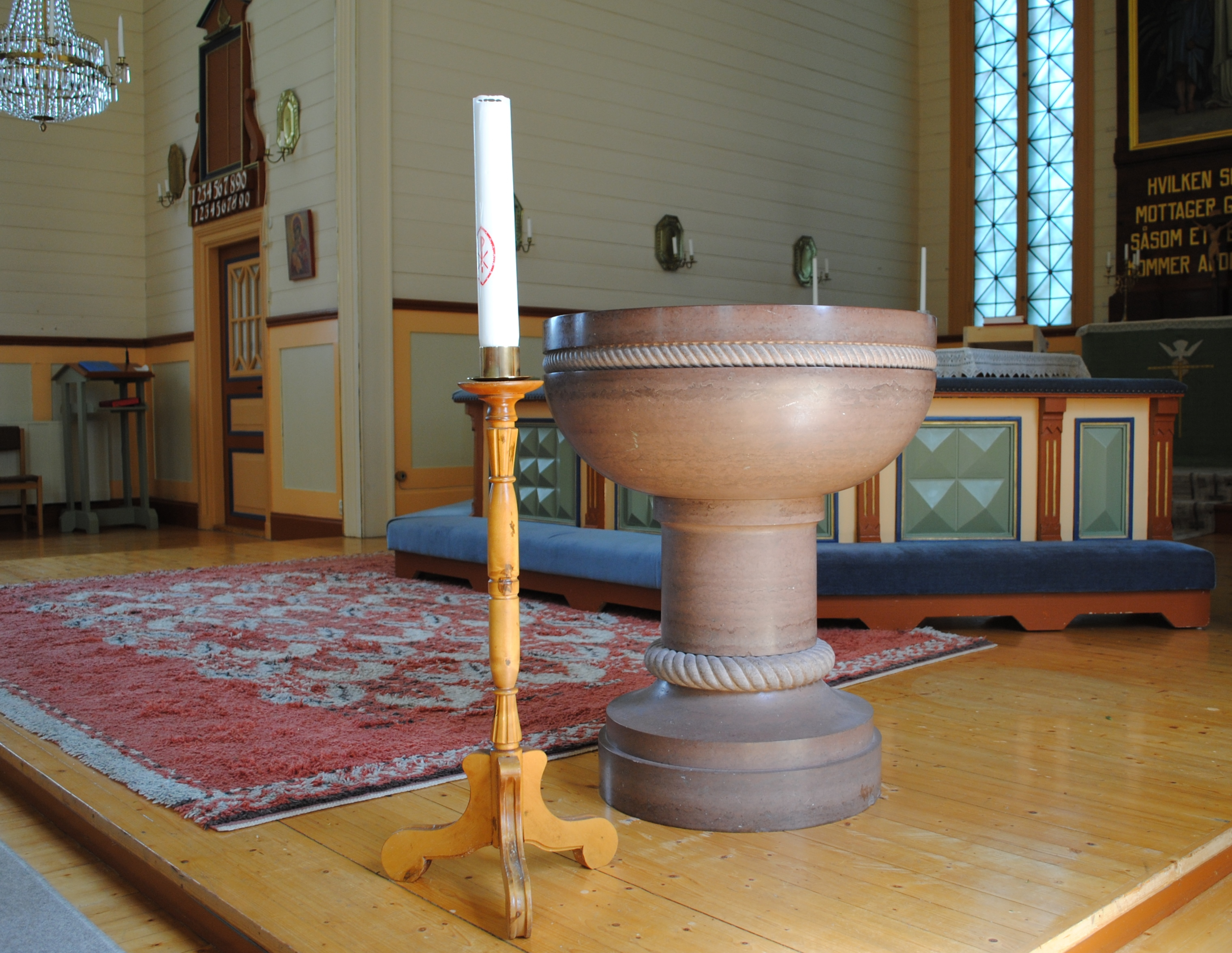
Dopfunten.
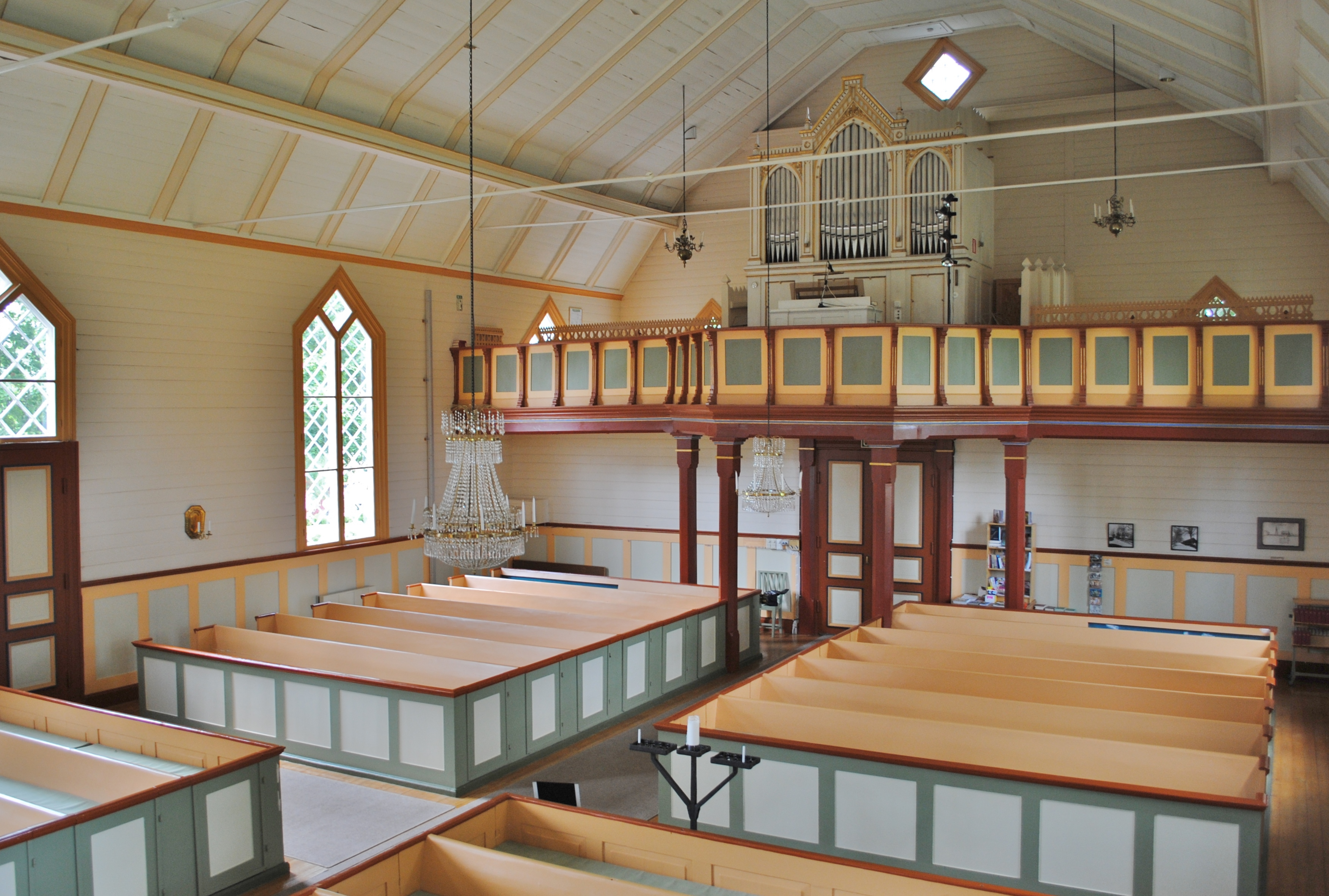
Kyrkorummet med orgelläktaren.

## Orgel

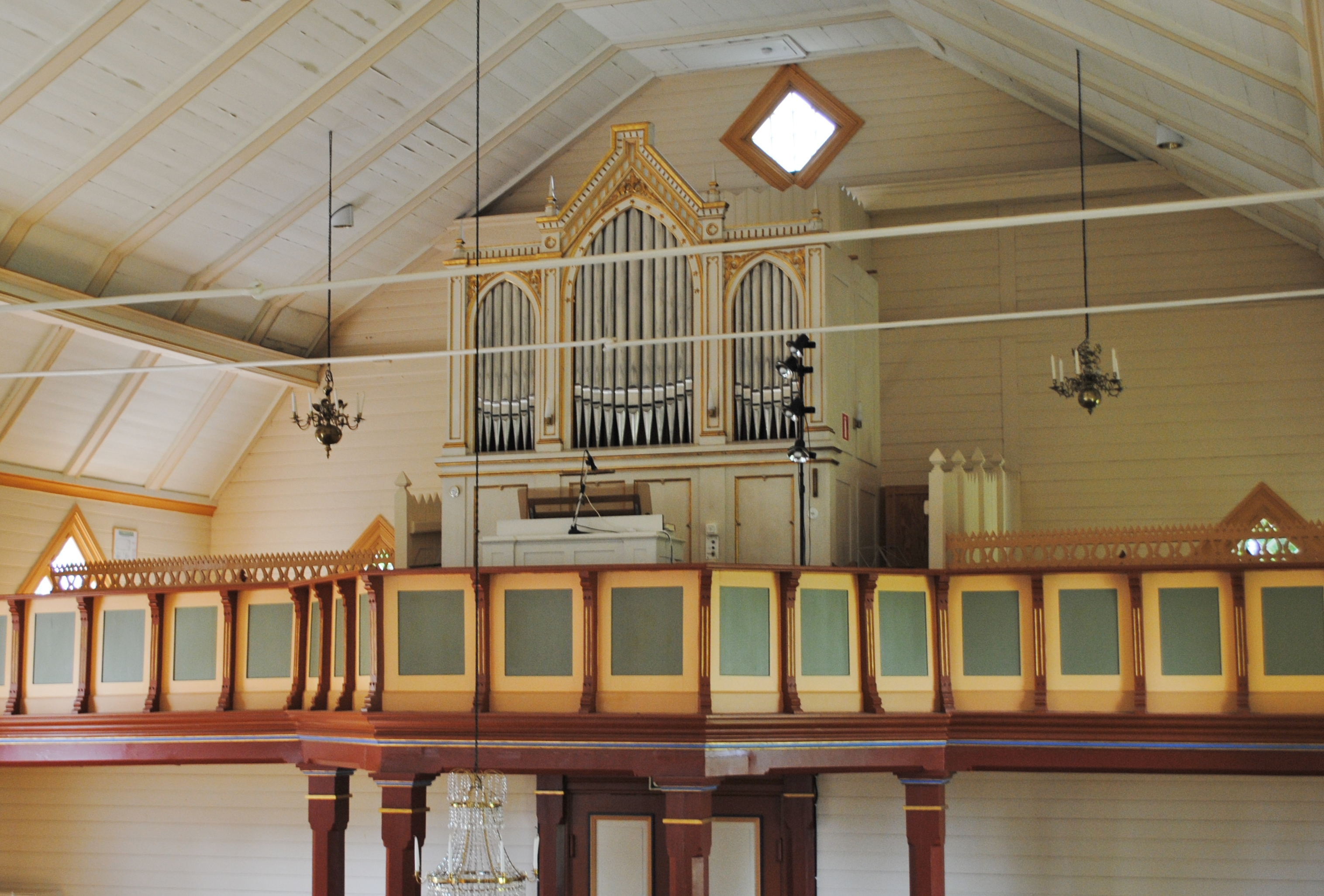
Läktarorgeln

- Orgeln från 1882 byggdes av E A Setterquist & Son, Örebro och hade 9 stämmor. Den avsynades i början av juni 1882 och kostade 3 350 kr.[2]
- 1961 byggde Frede Aagaard en orgel med 20 stämmor.
- Den nuvarande orgeln är från 1972 byggd av Nils-Olof Berg i Nye. Orgeln ä mekanisk och fasaden är från 1882 års orgel.

| Manual           | Pedal      | Koppel     |
| Principal 8’     | Subbas 16’ | Man/Ped    |
| Fleut d'amour 8’ |            | Man 4'/Man |
| Rörflöjt 8’      |            |            |
| Oktava 4’        |            |            |
| Flöjt 4’         |            |            |
| Kvinta 3’        |            |            |
| Oktava 2'        |            |            |
| Kornett III      |            |            |